# Arroio do Meio (kommun)
Arroio do Meio är en kommun i Brasilien.   Den ligger i delstaten Rio Grande do Sul, i den södra delen av landet, 1 600 km söder om huvudstaden Brasília. Antalet invånare är 18 783.
Följande samhällen finns i Arroio do Meio:
- Arroio do Meio

Runt Arroio do Meio är det i huvudsak tätbebyggt. Runt Arroio do Meio är det tätbefolkat, med 397 invånare per kvadratkilometer.